# Eugène Noël
Eugène Noël (4. září 1816, Rouen – 28. září 1899, Bois-Guillaume) byl francouzský spisovatel.

## Životopis
Působil jako novinář v Journal de Rouen, předchůdce Paris Normandie, kam občas psal pod pseudonymem Jean Labèche, a jako knihovník města Rouen v letech 1879 až 1898.
Mezi jeho přátele patřili historik Jules Michelet, botanik Alfred Dumesnil a geograf Élisée Reclus. V roce 1905 vytvořil sochař Alphonse Guilloux jeho bustu pro rouanskou botanickou zahradu..
Je po něm pojmenovaná kolej v Montville (Seine-Maritime).
Jeho syn Paul, narozený 1860, ředitel Laboratoire d'entomologie agricole de la Seine-Inférieure, je autorem řady publikací.

## Dílo
- Rabelais, Paříž, 1850
- Molière, Paříž, 1852
- Voltaire, F. Chamerot, Paříž, 1855
- Pisciculture, pisciculteurs et poissons, F. Chamérot, Paříž, 1856
- La Vie des fleurs et des fruits, M. Lévy frères, Paříž, 1859
- Le Rabelais de poche, Poulet-Malassis et de Broise, Alençon, 1860
- Voltaire et Rousseau, Paříž, 1863
- Les Générations spontanées, Ledoyen, Paříž, 1864
- La Campagne ; Paysages et paysans, Rouen, 1866
- Rouen : promenades et causeries, E. Schneider, Rouen, 1872
- Mémoires d'un imbécile, Germer-Baillière, Paříž, 1875
- Grognements et sourires d'un philosophe inconnu, A.-H. Bécus, Paříž, 1882
- Le Buffon de la jeunesse, 1885
- Rouen, Rouennais, rouenneries, Schneider, Rouen, 1894